# Josa maura
Josa maura är en spindelart som först beskrevs av Simon 1897.  Josa maura ingår i släktet Josa och familjen spökspindlar.
Artens utbredningsområde är Venezuela. Inga underarter finns listade i Catalogue of Life.